# Odleđivanje i zaštita od zaleđivanja zrakoplova
Odleđivanje zrakoplova  (engl. De-icing) je postupak kojim odstranjujemo mraz, led, snijeg ili susnježicu sa zrakoplova da bismo postigli čistu površinu. Odleđivanje se vrši tekućinama za odleđivanje (engl. Aircraft De/Anti-icing Fluid, ADF).
Zaštita od zaleđivanja zrakoplova  (engl. Anti-icing) je postupak koji štiti zrakoplov od stvaranja mraza, leda i naslaga snijega ili susnježice na prethodno zaštićenim površinama za ograničeno vremensko razdoblje ("Holdovertime").

## Općenito
Zrakoplov ne smije uzletjeti kada mraz, snijeg ili led prianja na krila, komande leta, propelere, usisnike motora, pitot-cijevi, statičke otvore, pokazivač napadnog kuta ili druge kritične površine na zrakoplovu. Svako izlaganje nepovoljnim vremenskim prilikama može prouzročiti nagomilavanje naslaga na površinama i sastavnim dijelovima zrakoplova. Takve naslage ozbiljno umanjuju sposobnost, kontrolu i stabilnost te mogu prouzrokovati mehanička oštećenja te zrakoplovnu nesreću. Snijeg ili led na gondoli motora, fenskim lopaticama, otvorima statorskih lopatica ili u motoru može dovesti do vibracija motora i gubitka brzine okretanja, što bi uzrokovalo slabiji ili potpuni gubitak snage potiska motora. Naslage na napadnim ivicama krila i gornjim površinama krila remete strujanje zraka i uzrokuju smanjenje uzgona, povećanje otpora te smanjuju granicu odvajanja strujnica zraka od krila. 

## Postupci
Postupci odleđivanja i zaštite od zaleđivanja mogu se izvesti u jednom ili dva stupnja. Izbor ovisi o vremenskim uvjetima, raspoloživoj opremi, vrsti tekućine za odleđivanje, i prihvatljivom vremenu trajanja zaštite. Kada zrakoplov miruje, ADF ravnomjerno prekriva površine zrakoplova. Povećanjem brzine prilikom uzlijetanja, ADF gubi na viskoznosti zbog djelovanja struje zraka i klizi s površina. Što je brzina veća smanjuje se viskoznost ADF-a sve dok pri određenoj brzini površine zrakoplova ne ostanu čiste.

### Jednostupanjski postupak
Za neka "zagađenja" kao npr. mraz ili suhi snijeg dovoljan je jednostupanjski postupak. ADF upotrijebljen za odleđivanje ostaje na strukturi zrakoplova i štiti ga od stvaranja novih naslaga. Treba izabrati odgovarajući ADF i njegovu koncentraciju kako bi se održao željeni "holdovertime" s obzirom na vanjsku temperaturu i vremenske prilike. Što je vanjska temperatura niža upotrebljava se veća koncentracija ADF-a u mješavini s vodom.

### Dvostupanjski postupak
Kada su naslage "teže", npr. led ili mokri snijeg proces se obavlja u dva zasebna stupnja. Prvi stupanj, odleđivanje zrakoplova, izvodi se s vrućim ADF-om. Treba izabrati odgovarajuću mješavinu, uzimajući u obzir vremenske uvjete, koja će pružiti zaštitu na obrađenim površinama dok se ne izvede sljedeći stupanj. Drugi stupanj, zaštita od zaleđivanja, izvodi se na površini očišćenoj od naslaga tekućinom za zaštitu od zaleđivanja. Drugi stupanj mora biti izveden prije nego što se ADF primijenjen u prvom stupnju počne smrzavati, obično unutar tri minute nakon početka prvog stupnja. Ako je neophodno, zrakoplov treba obrađivati površinu po površinu.

## Mutni led
Mutni led nastaje kada se kapi vode ili susnježice koje udaraju u zrakoplov zamrzavaju vrlo brzo nakon udara i nemaju se vremena razliti. Takav led je stoga pun malih šupljina, mutnog je izgleda i hrapave površine, lakši je i manje čvrst od prozirnog leda, pa se lakše mehanički odvaja. Poprima nepravilne oblike i stoga jako kvari aerodinamička svojstva zrakoplova. Tipično nastaje tijekom leta kroz pothlađene kapi i tada se hvata se na napadnom rubu krila i stabilizatora, usisnicima motora i sličnim isturenim dijelovima zrakoplova.

## Prozirni led
Prozirni led' je led koji se stvara na gornjaci krila i jedino se može otkriti dodirom. Formira se na temperaturi oplate krila ispod 0°C bez obzira na temperaturu zraka (i do +15° C), kada su velike količine hladnog goriva preostale u krilnim rezervoarima tijekom tranzitnog zadržavanja zrakoplova na zemlji i prisutnosti velike vlage u zraku.

### Objašnjenje
Zrakoplov koji je letio na velikoj visini gdje su temperature niže i od -40°C, nakon slijetanja zadržava jedno vrijeme temperaturu oplate u zonama krilnih rezervoara nižu od 0°C. U slučaju prisutnosti velike vlage u zraku, na krilima će se formirati led koji je gotovo nevidljiv. Komadi leda otkriveni su i do +15°C. Izuzetno su opasni na zrakoplovima koji motore imaju na zadnjem dijelu trupa (Fokker F100, MD-80) jer ako led ostane na krilu, prilikom rulanja i uzlijetanja može se odvojiti i uletjeti u motor.

## Tekućine

### Nezgusnute tekućine  (Newtonian fluids) – TIP I
ADF bez uguščivača koji sadrže najmanje 80% težinskog dijela glikol, 18% -19% vodu a ostatak su aditivi. TIP I ADF daje prilično ograničavajuća vremena trajanja zaštite i u uvjetima taloženja prvenstveno se upotrebljavaju za odleđivanje. 
TIP I ADF je rjeđi, ponaša se kao voda, i iscurit će s površina zrakoplova nakon kratkog vremena već pri malim brzinama radi čega ostvaruje vremenski vrlo kratku zaštitu. Kako se te tekućine mogu grijati i prskati pod većim pritiskom, pogodne su za odleđivanje. Minimalna temperatura na mlaznici za prskanje je 60°C što olakšava čišćenje zaleđenih površina zrakoplova. Obojene su narančasto.

### Zgusnute tekućine (Non-Newtonian fluids) – TIP II, III i IV
TIP II / III / IV su tekućine s uguščivačima i najpogodnije su za zaštitu od zaleđivanja. Razrijeđene s vodom koriste se i za odleđivanje zrakoplova. Sadrže minimalno 50% težinskog dijela glikol, 48-49% vode a ostatak su razni aditivi. Najniža temperatura primjene određuje se Aerodinamičkim testom. U usporedbi s TIP II i TIP IV tekućinama TIP III ima nižu viskoznost i pogodan je za zrakoplove s nižom brzinom uzlijetanja (generalna avijacija) i za zrakoplove koji imaju dodatna ograničenja na korištenje TIP II/IV ADF-a. Zgusnute tekućine se u pravilu ne smiju grijati za primjenu zaštite zrakoplova jer se zagrijavanjem smanjuje viskozitet. Za zaštitu od zaleđivanja upotrebljavaju se mješavine ADF/voda u omjeru od 100/0%, 75/25% i 50/50%. TIP II tekućine obojene su svijetlo žuto a TIP IV zeleno dok za tip III boja trenutno nije određena. Prije su sve tekućine bile bezbojne.

### Tekućine za odleđivanje
- vruća voda
- TIP I tekućina
- mješavina TIP I tekućine i vode
- TIP II tekućina, TIP III tekućina, TIP IV tekućina;
- mješavina vode i TIP II tekućine, TIP III tekućine, TIP IV tekućine;

### Tekućine za zaštitu od zaleđivanja
- TIP I tekućina;
- mješavina TIP I tekućine i vode;
- TIP II tekućina, TIP III tekućina, TIP IV tekućina;
- mješavina vode i TIP II tekućine, TIP III tekućine, TIP IV tekućine;

## Predviđeno vrijeme trajanja zaštite (Holdovertime)
| Vanjska temperatura | Mješavina       | Vremenski uvjeti | Vremenski uvjeti   |
| C°                  | Tip IV / voda % | Snijeg           | Ledena kiša        |
| -3 i iznad          | 100/0           | 0:35-1:25        | 0:25-0:40          |
| -3 i iznad          | 75/25           | 0:20-0:55        | 0:15-0:30          |
| -3 i iznad          | 50/50           | 0:05-0:15        | 0:05-0:10          |
| ispod -3 do -14     | 100/0           | 0:20-0:40        | 0:10-0:25          |
| ispod -3 do -14     | 75/25           | 0:15-0:35        | 0:10-0:20          |
| ispod -14 do -25    | 100/0           | 0:15-0:30        | (nema ledene kiše) |

Predviđeno vrijeme trajanja zaštite ("Holdovertime") je vrijeme u kojem će ADF zaštićivati obrađenu površinu zrakoplova od stvaranja naslaga prije početka uzlijetanja. Na trajanje zaštite utječu vanjska temperatura, vremenske prilike (vrsta i količina padalina, jačina vjetra, vlaga u zraku) i omjer mješavine ADF/Voda. Tabela prikazuje procijenjena vremena u minutama do kada zaštićeni zrakoplov mora uzletjeti. Ako zrakoplov iz nekog razloga ne uzleti mora se ponoviti cijeli postupak. Potpuna tabela s ostalim vremenskim uvjetima i pripadajućim vremenima zaštite izrađuje se na osnovu ispitivanja i testiranja ADF-a te se isporućuje korisnicima svake godine prije početka sezone.

## Vozilo
Postupak odleđivanja i zaštite od zaleđivanja obavlja se iz specijalnog vozila. Vozilo mora osigurati čvrst i stabilni položaj kako bi postupak mogao primijeniti na sve površine zrakoplova dok se vozilo kreće bez obzira na položaj ruke s košarom. Radi toga vozilo mora imati što manji radijus okretanja, a mehanička ruka s košarom za izvoditelja mora imati raspon dizanja za obradu malih zrakoplova pa sve do npr. IL-76, gdje je visina horizontalnog stabilizatora 14,80 m (za usporedbu visina horizontalnog stabilizatora na McDonnell Douglas MD-80 je 8,38 m). Pokretanje mehaničke ruke mora biti jednakomjerno, bez trzaja, a košara mora u svakom trenutku, bez obzira na kut uzdignute mehaničke ruke, biti usporedna s tlom. Sustav opskrbljivanja tekućinom sastoji se od specijalnih pumpi koje ne smiju smanjivati viskoznost ili razlagati tekućina prilikom prijenosa, grijača za zagrijavanje vode u spremniku vozila te odvojenih i obloženih spremnika za vodu i tekućinu. Sustav mora isporučiti tekućina bez smanjivanja viskoznosti u bilo kojem traženom omjeru mješavine.
Vozač vozila u zatvorenoj kabini otpornoj na vremenske nepogode mora imati dobar, čist pogled na radnu košaru i okolinu vozila u svim vremenskim uvjetima. Kabina vozila treba imati prozor na krovu za lakši vizualni kontakt vozača i izvoditelja u uzdignutoj košari. Osim vizualnog kontakta između vozača i izvoditelja u košari vozilo mora biti opremljeno s interfonskom vezom.

## Odleđivanje i zaštita tijekom leta
Na velikim visinama zrak je hladan ali suh i nije potrebno odleđivanje. Ako se let odvija na manjim visinama, u uvjetima zaleđivanja, pri temperaturama ispod 0°C i prisutnoj visokoj vlazi u zraku, zrakoplov mora imati ugrađene sustave za odleđivanje i zaštitu od zaleđivanja. Taloženjem naslaga leda pogoršavaju se aerodinamičke osobine zrakoplova i raste njegova masa. Za održavanje brzine i visine leta potrebna je sve veća snaga motora. Tri načina za obranu od leda tijekom leta su:
- zračni(2) – gumene obloge napadnih ivica krila i repa, koje se napuhivanjem vrućeg zraka dovedenog od motora(4), šire i tako tope i lome led.
- električni(1) – na propelerima, vjetrobranskom staklu i pitot-cijevima.
- zagrijavanjem toplim zrakom(3) – gdje se vrući zrak od motora dovodi do dijelova zrakoplova koje treba grijati, npr. usisnika mlaznih motora i napadnih ivica krila.